# Marcus Hahnemann
Marcus Hahnemann (ur. 15 czerwca 1972 roku w Seattle) – amerykański piłkarz grający na pozycji bramkarza. Występował w Fulham, Rochdale, Colorado Rapids, Wolverhampton Wanderers, Evertonie i Seattle Sounders FC.
W reprezentacji USA zadebiutował 19 listopada 1994 roku w zremisowanym 1:1 meczu z Trynidadu i Tobago. W 2006 roku był członkiem kadry na Mistrzostwa Świata w Niemczech.